# داکس کراس
داکس کراس (به انگلیسی: Duck's Cross) یک روستا در بریتانیا است که در بدفورد واقع شده‌است.